# Gerhard Helwig
Gerhard Helwig (* 6. März 1924 in Berlin; † 5. Juni 2000 in Bad Salzhausen) war ein deutscher Szenenbildner und Filmarchitekt. Er war einer der wichtigsten Filmarchitekten der DEFA.

## Leben und Werk
Helwig absolvierte in Berlin bis 1942 die Oberschule. Daneben nahm er von 1939 bis 1941 privaten Kunstunterricht bei Kurt Wehlte, Gerhard Marcks und dem Maler Wilhelm Nekkel. Nach dem Abitur wurde er zur Wehrmacht einberufen, und er nahm am Zweiten Weltkrieg teil. Nach der Entlassung aus der Kriegsgefangenschaft arbeitete er von 1947 bis 1949 als Volontär im Spielfilmstudio der DEFA. Von 1949 bis 1952 hatte er dort einen Ausbildungsvertrag als Kunstmaler und Architekt. Von 1952 bis 1954 war er als Architekt angestellt. Bis 1953 wohnte Helwig in West-Berlin, dann zog er in die DDR.
1953 arbeitete er erstmalig an einem Film der DEFA mit, der Komödie Jacke wie Hose, für den er die Bauausführung übernahm. Ab 1954 arbeitete er als freier Szenenbildner. Seine erste eigenständige Produktion war 1955 52 Wochen sind ein Jahr. Es folgten u. a. 1957 Lissy, 1959 Ehesache Lorenz, 1961 Der Fall Gleiwitz, 1962 Das zweite Gleis, 1965 Die Abenteuer des Werner Holt, 1968 Die Toten bleiben jung, 1970 Aus unserer Zeit, Episode 2.
1961 machte er unter Wolfgang E. Struck mit Premiere im Admiralspalast seine erste Arbeit für das Fernsehen der DDR. Ab der zweiten Hälfte der 60er Jahre arbeitete Helwig immer wieder für das Fernsehen. So war er 1967 für die Bauten des Mehrteilers Kleiner Mann – was nun? verantwortlich. Eine seiner bemerkenswertesten Arbeiten waren 1975 die Bauten für den aufwendigen Bauernkriegsfilm Till Eulenspiegel.
Seine ästhetischen Vorbilder fand Helwig im sowjetischen, polnischen und vor allem im tschechischen Kino. Gemeinsam mit Kollegen wie Hans Jörg Mirr (1926–2007) und Alfred Hirschmeier veröffentlichte er eine Art Manifest des „Bildfilms“. Er plädierte für die sorgfältige optische Vorbereitung jeder einzelnen Szene, erhob den Filmarchitekten aus dem Rang eines Interpreten in den eines „selbständig schaffenden Künstlers“, der hohe Verantwortung für das Gesamtkunstwerk Film trage.
Helwigs letzte Arbeit in der DDR waren 1975 die ersten vier Teile des Fernseh-Mehrteilers Sachsens Glanz und Preußens Gloria.
Helwig war einer der wichtigsten Filmarchitekten der DEFA. Er war Mitglied des Verbands Bildender Künstler der DDR und von 1965 bis 1973 Gastdozent an der heutigen Filmuniversität Babelsberg. 1967 erhielt er den Kunstpreis der DDR. Er war 1977/1978 und 1982/1983 auf der VIII. und IX. Kunstausstellung der DDR vertreten. 1981 erhielt er den Vaterländischen Verdienstorden in Bronze.
1986 nutzte er einen Aufenthalt zu Recherchen in Großbritannien dazu, die DDR zu verlassen, und ging in die Bundesrepublik. Von der DDR wurde er ausgebürgert.
Nach einer längeren Pause übernahm er 1990 die Ausstattung für Bronsteins Kinder. Seine letzte Arbeit war 1992 das Szenenbild für eine Folge der Fernsehserie Unser Lehrer Doktor Specht.